# 欧仁·波莱
欧仁·波莱（法語：Eugène Pollet，1886年9月29日—1967年12月16日），生于里尔，法国男子竞技体操运动员。他曾获得1920年夏季奥运会体操比赛男子团体全能铜牌。他于1967年在里尔去世。